# Canale di Mezzanotte
Il canale di Mezzanotte è una gola costiera che segna il confine tra Campania e Basilicata. Costituisce anche il confine naturale settentrionale del litorale di Maratea. È situato nelle vicinanze della frazione marateota di Acquafredda. 
Il suo nome deriverebbe dal repentino calo di luminosità percepito da chi si trova a passare lungo la strada che lo attraversa. Allo sbocco del canale sul mare, molto impervio e selvaggio, vi è una caletta raggiungibile solo dal mare, luogo di nidificazione della tartaruga Caretta Caretta.